# Marcus Cornelius Cethegus (Kr. e. 204)
Ez a szócikk Kr. e. 204 consuljáról szól. Hasonló nevű, Kr. e. 160-ban consuli rangra emelkedett rokonához lásd az alábbi szócikket!
Marcus Cornelius Cethegus (? – Kr. e. 196) római politikus, az előkelő patricius Cornelia gens tagja volt.
Karrierje a II. pun háború alatt kezdődött. Kr. e. 213-ban aedilis curulis, majd abban az évben Lucius Cornelius Lentulus halálát követően pontifex maximus lett. Kr. e. 211-ben praetorként Apuliáért felelt, majd Kr. e. 209-ben Publius Sempronius Tuditanusszal censor, végül ugyanezzel a kollégával Kr. e. 204-ben consul lett.
Kr. e. 203-ban Gallia Cisalpina területén Publius Quintilius Varus praetor segítségével győzelmet aratott Hannibál fivére, Mago seregei felett, aki kénytelen volt visszavonulni Itáliából. Kr. e. 196-ban halt meg. Ékesszólását sokan dicsérték, Quintus Ennius például a suadae medulla nevet adta neki, Horatius pedig kétszer is a latin szavak használatának egyik régi tekintélyeként hivatkozik rá.
| Elődei: Publius Cornelius Scipio Africanus és Publius Licinius Crassus Dives | Consul Kr. e. 204 collega: Publius Sempronius Tuditanus | Utódai: Cnaeus Servilius Caepio és Caius Servilius Geminus |

1. ↑  Digital Prosopography of the Roman Republic (angol nyelven). (Hozzáférés: 2021. június 29.)
2. ↑  Digital Prosopography of the Roman Republic (angol nyelven). (Hozzáférés: 2021. június 29.)